# Clorinda Corradi
Pour les articles homonymes, voir Corradi.
 (août 2024).
Clorinda Corradi, plus connue sous le nom de Clorinda Pantanelli, du nom de son mari (27 novembre 1804 à Urbino - 29 juin 1877 à Santiago) est une célèbre mezzo-soprano d'origine italienne.

## Biographie
Clorinda Corradi provient d'une famille de la noblesse citadine qui, à la fin de XVIIIe siècle, adhéra au gouvernement napoléonien. Un oncle, Giovan Battista Corradi, fut député de la ville d'Urbino en 1797. Cette implication de la famille eut de graves conséquences économiques et sociales pour ses membres au lendemain de la restauration pontificale.
Elle nait en 1804 à Urbino dans une famille de la noblesse, fille de Filippo et de la comtesse Vittoria Peroli. Elle vit sa jeunesse dans les années tumultueuses qui préparent l'unification de l'Italie.
Clorinda devint une chanteuse connue (contralto). À dix-neuf ans, après avoir quitté l'école du talentueux maître de chant Filippo Celli d'Urbino, elle fit ses débuts dans le modeste théâtre de Recanati pendant le carnaval de 1823, remportant un grand succès.
Après quelques années de formation dans une école de musique à Urbino, en Italie, la jeune artiste mérita d'être appelée au théâtre de la Pergola à Florence (1825) ; et dès lors, elle reçut des engagements pour presque tous les autres principaux théâtres d'Italie.